# Viola pinetorum
Viola pinetorum är en violväxtart som beskrevs av E. Greene. Viola pinetorum ingår i släktet violer, och familjen violväxter. Utöver nominatformen finns också underarten V. p. grisea.